# Haplidia besucheti
Haplidia besucheti är en skalbaggsart som beskrevs av Baraud 1988. Haplidia besucheti ingår i släktet Haplidia och familjen Melolonthidae. Inga underarter finns listade i Catalogue of Life.